# Розин, Моисей Яковлевич
Моисей Яковлевич Розин (укр. Розін Мойсей Якович; 18 августа 1932, Одесса — 19 июля 2015, Харьков) — советский и украинский актёр, режиссёр, педагог по сценическому движению и фехтованию. Заслуженный деятель искусств Украины (2009), профессор (1992), член Национального союза театральных деятелей Украины с 1966 года.

## Биография
В 1956 году с отличием окончил Харьковский государственный педагогический институт имени Г. С. Сковороды по специальности преподавателя физического воспитания, анатомии и физиологии человека. С 1955 года работал преподавателем физического воспитания и инструктором физкультуры в различных харьковских учебных заведениях.
В 1960 году окончил двухлетнюю театральную студию при Харьковском театре русской драмы имени А. С. Пушкина под руководством главного режиссёра театра А. Б. Скибневского. В 1962 году завершил обучение в вечернем Харьковском университете марксизма-ленинизма по специальности «Международные отношения и внешняя политика СССР». С 1962 по 1965 годы обучался в аспирантуре Ленинградского государственного института театра, музыки и кинематографии на кафедре сценического движения под руководством И. Э. Коха.
С 1975 по 1999 годы преподавал на кафедрах оперной подготовки, сольного пения, актёрского мастерства, режиссуры и театра кукол Харьковского государственного института искусств имени И. П. Котляревского. В 1978—1979 годах работал в Харьковской хореографической детской школе, три сезона трудился в Харьковском драматическом театре имени Т. Г. Шевченко, занимаясь постановкой сцен.
С 1999 года преподавал в Харьковской государственной академии культуры на кафедрах эстрадного пения, академического и народного хора, народного танца и актёрского мастерства. Преподавал дисциплины: «Ритмика», «Основы сценического движения», «Сценическое фехтование» и факультативно «Физическая культура» (спецкурс — театральная физкультура).

## Семья
- Сын — Владислав Моисеевич Розин (род. 1967), украинский актёр и педагог, старший преподаватель кафедр: сольного пения и оперной подготовки; мастерства актёра и режиссуры драматического театра Харьковского национального университета искусств имени И. П. Котляревского.
- Сын — Иван Моисеевич Розин (род. 1978), украинский актёр театра, кино и дубляжа.

## Награды и звания
- Заслуженный деятель искусств Бурятской АССР (1975)
- Доцент (1985)
- Профессор (1992)
- Отличник образования Украины (2002)
- Заслуженный деятель искусств Украины (2009)
- Медаль «Ветеран труда»